# 東阿爾馬鎮區 (北達科他州卡弗利爾縣)
東阿爾馬鎮區（英語：East Alma Township）是位於美國北達科他州卡弗利爾縣的一個鎮區。

## 地方資料
東阿爾馬鎮區的面積為93.15平方千米，當中陸地面積為93.07平方千米，而水域面積為0.08平方千米。根據2020年美國人口普查的數據，當地共有人口18人，而人口密度為每平方千米0.19人。